# فتحي بن خليفة
فتحي بن خليفة (مواليد عام 1965 في مدينة زوارة)، هو سياسي ومهندس كيميائي ليبي، شغل منصب رئيس المؤتمر العالمي الأمازيغي، ومؤسس حزب ليبو في ليبيا.